# Drymaria cordata
Drymaria cordata là loài thực vật có hoa thuộc họ Cẩm chướng. Loài này được (L.) Willd. ex Schult. mô tả khoa học đầu tiên năm 1819.